# 阮氏森
阮氏森（1991年2月16日—），越南女子羽毛球運動員。

## 簡歷
2007年5月，16歲的阮氏森首次參加國際賽事，出戰越南羽毛球國際挑戰賽，與武氏妆合作打進女雙16強。
2013年5月，阮氏森入選越南代表隊，參加在馬來西亞吉隆坡舉行的蘇迪曼盃。她獲派出戰女雙和混雙賽事，取得8戰8勝的佳績，最終助越南隊贏得第三級別的第一名。

## 主要比賽成績
只列出曾進入準決賽的國際賽事成績：
| 年份   | 賽事                   | 公開賽級別 | 項目     | 拍檔   | 成績   |
| ------ | ---------------------- | ---------- | -------- | ------ | ------ |
| 2014年 | 越南羽毛球大獎賽       | 大獎賽     | 女子雙打 | 武氏妆 | 準決賽 |
| 2014年 | 越南羽毛球國際系列賽   | 國際系列賽 | 女子雙打 | 武氏妆 | 冠軍   |
| 2015年 | 越南羽毛球國際系列賽   | 國際系列賽 | 女子雙打 | 武氏妆 | 準決賽 |
| 2016年 | 越南羽毛球國際挑戰賽   | 國際挑戰賽 | 女子雙打 | 武氏妆 | 準決賽 |
| 2016年 | 越南羽毛球國際系列賽   | 國際系列賽 | 女子雙打 | 武氏妆 | 冠軍   |
| 2016年 | 孟加拉羽毛球國際挑戰賽 | 國際挑戰賽 | 女子單打 | －     | 準決賽 |
| 2016年 | 孟加拉羽毛球國際挑戰賽 | 國際挑戰賽 | 女子雙打 | 武氏妆 | 冠軍   |

| 2007-2017年 | 首要超級賽 | 超級賽 | 黃金大獎賽 | 大獎賽 | 國際挑戰賽 | 國際系列賽 | 未來系列賽 | 其他 |

| 2018-2026年 | 總決賽 | 超級1000賽 | 超級750賽 | 超級500賽 | 超級300賽 | 超級100賽 | 國際挑戰賽 | 國際系列賽 | 未來系列賽 | 其他 |